# Розеточница
Розе́точница, или розуля́рия (лат. Rosularia) — род травянистых растений семейства Толстянковые (Crassulaceae). Декоративное растение.

## Описание
Стебли мясистые и сочные. Листья цельные, очередные или супротивные на черешках. Цветки пятичленные, обоеполые, актиноморфные с лепестками, сросшимися в трубу, собраны в верхоцветные соцветия. Плод — многолистовка. Семена без эндосперма.

#### Ботаническое описание
Травы многолетние, обычно опушенные. Корневище обычно мясистое. Листья преимущественно в густых прикорневых розетках, обычно с несколькими розетками на растении, очередные, сидячие, плоские. Цветоносы часто по нескольку, отходят от пазух розеточных листьев (или одиночные и отходят от центра розетки); стеблевые листья чередуются. Соцветие боковое, кистевидно-щитковидное, метельчато-щитковидное или колосовидно-метельчатое, рыхлое до плотного. Цветки обоеполые, 5-9-членные. Чашелистики сросшиеся у основания. Венчик розовый или белый, иногда с красными или пурпурными отметинами, колокольчатый или куполовидный; лопасти частично сросшиеся у основания, отростки от прямых до раскидистых, перепончатые. Тычинок в 2 раза больше, чем лепестков, они расположены над основанием венчика, ок. в 2 раза длиннее лепестков. Нектарные чешуи от клиновидных до клиновидно-лопатчато-квадратных. Плодолистики прямостоячие, свободные, часто опушенные. Фолликулы прямостоячие, свободные, многосемянные. Семена полосатые.

## Распространение
Растет на сухих открытых местах, в кустарниках, на лугах.
Естественным образом произрастает в восточной части Средиземноморья, в Малой Азии на Ближнем Востоке, встречается в Каракоруме и в Горном Алтае.

## Таксономия
Rosularia (DC.) Stapf, Bot. Mag. 149: t. 8985 (1923).

## Виды
Род насчитывает более 30 видов.
- Rosularia adenotricha (Wall. ex Edgew.) C.-A.Jansson
- Rosularia alpestris (Kar. & Kir.) Boriss. — Розеточница альпийская
- Rosularia blepharophylla Eggli
- Rosularia borissovae U.P.Pratov
- Rosularia davisii Muirhead
- Rosularia elymaitica (Boiss. & Hausskn.) A.Berger
- Rosularia glabra (Regel & C.Winkl.) A.Berger
- Rosularia globulariifolia (Fenzl) A.Berger
- Rosularia haussknechtii (Boiss. & Reut.) A.Berger
- Rosularia lineata (Boiss.) A.Berger
- Rosularia lipskyi Boriss.
- Rosularia ×lutea Boriss.
- Rosularia marnieri (Raym.-Hamet ex H.Ohba) H.Ohba
- Rosularia modesta (Bornm.) Parsa
- Rosularia paluensis Yıld. & Kılıç
- Rosularia platyphylla (Schrenk) A.Berger
- Rosularia pseudohaussknechtii Niederle
- Rosularia radicosa (Boiss. & Hohen.) Eggli
- Rosularia ×reginae Eggli
- Rosularia rosulata (Edgew.) H.Ohba
- Rosularia ×schischkinii Boriss. — Розеточница Шишкина
- Rosularia sempervivum (M.Bieb.) A.Berger typus[1] — Розеточница вечнозелёная
- Rosularia serrata (L.) A.Berger
- Rosularia subspicata (Freyn) Boriss.
- Rosularia turkestanica (Regel & C.Winkl.) A.Berger — Розеточница туркестанская
- Rosularia viguieri (Raym.-Hamet) J.M.H.Shaw ex G.R.Sarwar